# Tete Cohete (historieta)
Para el personaje ver Tete Cohete
Tete Cohete es una historieta creada en 1981 por el autor de cómics español Francisco Ibáñez perteneciente a su serie Mortadelo y Filemón. La historieta sirvió de presentación para un nuevo personaje de Ibáñez, Tete Cohete, cuyas historietas empezaron a publicarse en 1982 para la nueva etapa de la revista Pulgarcito.

## Trayectoria editorial
La historieta se publicó en 1981 en la revista Mortadelo en los números 538 a 545 y 550 a 551.

## Sinopsis
Tete Cohete es el hijo de un vecino de Mortadelo. Éste lo ha llevado a la T.I.A. para que vea la organización por dentro. Tete Cohete es muy aficionado a la mecánica, a los coches y a los motores. Por culpa de ese hobby causará el caos dentro de la T.I.A.